# 魏騰
魏 滕（魏騰、ぎ とう、生没年不詳）は、中国後漢末期から三国時代の呉にかけての政治家。字は周林。揚州会稽郡上虞県の人。

## 生涯
祖父の魏朗は字を少英といい、後漢の河内太守であり、また清流派士大夫（党人）の八俊に数えられた世に知られた人物であった。党錮の禁にて宦官勢力に弾圧を受けたという。
魏滕の性格は一本気な性格で、世の中といいぐらいに調子を合わせた行動はとらず、たとえ切羽詰まった事態になっても、自らの生き方を曲げるようなことはしなかったという。
魏滕は孫策の功曹であった時期に、孫策の気持ちに逆らったため、譴責を受けて処刑されようとしたことがあった。士大夫たちは心配し恐れたが、魏滕を救うための方法は皆無であった。孫策の母の呉夫人は、魏滕が処刑されようとしているのを聞き、孫策の目の前で大きな井戸の縁に身を寄せかけると、「おまえは江南の経営をはじめたばかりで、その仕事はまだ完成しておらず、いまこそ賢者や非凡な人物たちを礼遇し、欠点には目をつぶって功績を高く評価すべきときであるのです。魏滕どのは職責に全力を尽くしております。おまえがその魏滕どのを殺せば、明日には人々はみな揃っておまえに背を向けるでありましょう。私は禍がやってくるのは見たくはありません。その前にこの井戸に身を投げるのです」と言い、井戸に身を投げようとした。孫策はびっくりして、あわてて魏滕を釈放した。
孫権の時代に、あるとき魏滕は罪を犯した。孫権の魏に対する問責と腹立ちは非常に厳しいもので、孫権を諌めて魏滕の罪を赦すような意見をしたものも魏滕と一緒に死罪に処する、という布告がなされた。魏滕と同じ邑出身で親友の呉範は、魏滕に面会して言った。「あなたと一緒に死のう」。魏滕は「死んでも何も役に立たないのに、死んでどうするのか」と言った。呉範は「そんなことを慮って、あなたの死をむざむざ見ておられるか」と言い、頭髪を剃りみずからに縄を打って、宮門のもとへやってくると、取次ぎの役人に自分が魏滕の諫言をするためにやって来たことを孫権に伝えてほしいと言った。取次ぎの役人は拒絶し「とばっちりを受けて殺されると決まっておりますものを、お伝えすることはできません」と言った。呉範はそれを聞くと、取次ぎの役人に子供がいるかを聞き、取次ぎの役人に子供がいるとわかると、もし取次ぎの役人が今回の件に巻き込まれることがあったら、呉範が子供の面倒をみることを提案して、ようやく取り次いでもらえた。取次ぎの役人が孫権に取り次ぐ言葉を述べ終わらないうちに、孫権はひどく腹を立てて戟を投げつけようとした。取次ぎの役人が後ずさりして逃げ出す隙に、呉範は宮廷内に走り込み、頭を床に打ち付けて血を流し涙ながらに諫言した。やがて孫権の気持ちも釈け、やっとのことで魏滕は刑罰を逃れた。魏滕は釈放されると、呉範に会い、感謝して言った。「父や母は私を産んで育ててくれたが、私を死から逃れさせてはくれなかった。丈夫同士互いを理解し合うといった関係は、あなたのような方が1人いればそれで十分で、役立たずの多数の友人を持ったとしても益のないことだ」。
魏滕は歴陽・鄱陽・山陰の3つの県令を歴任し、やがて鄱陽太守まで上ったという。